# Avesta

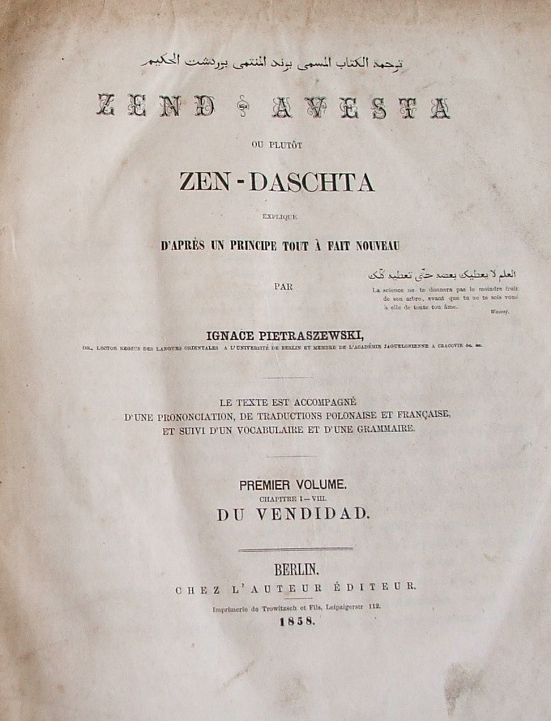
Bản dịch năm 1858 của Avesta

Avesta là một tập hợp các bản kinh thánh thời Ba Tư cổ đại của Hoả giáo và được viết bằng tiếng Avesta. Bản dịch tiếng Pháp từ tiếng Avesta do Ignacio Pietraszewski thực hiện được in tại Berlin năm 1858.
Bản Avesta còn lại cho đến ngày nay là một bộ sưu tập các bản văn phụng vụ chiếm một phần tư của toàn bộ Avesta, được biên soạn trong thời kỳ Sassanid. Một bản Avesta lớn, bao gồm 21 nask (sách), đã được truyền cho chúng ta trong cuốn sách Denkard (bách khoa toàn thư về tôn giáo) thứ tám và thứ chín.

## Sách tham khảo

### Bản gốc và các bản dịch
- There is a three-volume text of the Avesta, in its original script, edited by Karl Friedrich Geldner.
- Reichelt, Avesta Reader, contains extracts, some in the original script and some in Bartholomaean transcription.
- A full translation by James Darmesteter và L. H. Mills forms part of the Sacred Books of the East series, but is now regarded as obsolete.

### Các tác phẩm thứ cấp
- Gershevitch, Ilya (1955). “Approaches to Zoroaster's Gathas”. Iran. London: British Institute of Persian Studies. 33.
- Gnoli, Gherardo (2000). Zoroaster in History. New York: Oxbow.
- Kellens, Jean (1983). “Avesta”. Encyclopædia Iranica. 3. New York: Routledge and Kegan Paul. tr. 35–44.
- Modi, J. J., The Religious Ceremonies and Customs of the Parsees
- Bản mẫu:Catholic
- Boyce, Mary (1990). Textual Sources for the Study of Zoroastrianism. University of Chicago Press. ISBN 0-226-06930-3.